# Стрілохрест
Стрілохре́ст (угор. Nyilaskereszt) — хрест, рамена якого закінчуються наконечниками стріл. У християнському вжитку кінці цього хреста нагадують колючки риб'ячих гачків або рибні списи. Це натякає на Іхтісовий символ Христа і наводить на думку про тему «ловців людей» у Євангелії.
У сучасному використанні символ став асоціюватися з екстремістськими організаціями після того, як стрілохрест був використаний в Угорщині в 1930-х та 1940-х роках як символ угорської політичної партії «Стрілохрест». Символ складається з двох зелених стрілок з двома кінцями в хрестовій конфігурації на білому круговому тлі. В Угорщині символ стрілохреста заборонений законом.
Аналогічний символ, кросстар (англ. crosstar), використовується расистським рухом, що дотримується ідеології переваги білих у США.[джерело?]
Стрілохрест, який раніше використовувався «Венесуельською громадою» (ісп. Venezuelan Phalanx), крайньоправою групою, що діє у Венесуелі.
911 полк спеціальних військ збройних сил Камбоджі використовує стрілохрест у своїй символіці.[джерело?]

## Галерея

Знак партії "Схрещені стріли"
Емблема 25-та гренадерської дивізії СС «Гуняді» (1-ша угорська)
Герб Угорщини (1944-45)
Прапор мобільного командування канадійської армії (1968–1998)
Герб Путаенда (Іспанія)
Лого Нової Пошти, в якому намагаються побачити модифікований стрілохрест